# 헨리 간트
헨리 로렌스 간트(Henry Laurence Gantt, 1861년 5월 20일 – 1919년 11월 23일)는 미국의 기계공학자이자 경영 컨설턴트로, 과학적 관리법 개발에 기여한 것으로 가장 잘 알려져 있다. 그는 1910년대에 간트 차트를 만들었다.
간트 차트는 후버 댐과 고속도로 시스템을 포함한 주요 인프라 프로젝트에 사용되었으며, 현재도 프로젝트 관리 및 프로그램 관리의 중요한 도구로 남아 있다.
간트는 또한 기업의 사회적 책임을 일찍이 주장한 사람으로도 인정받고 있다.

## 전기

### 어린 시절, 교육 및 가족
간트는 남북 전쟁이 발발할 무렵 캘버트군의 부유한 플랜테이션 가족에서 태어났다. 전쟁이 끝난 후 가족은 노예와 토지를 잃고 볼티모어로 이주했다.
그는 1878년 맥도너 스쿨을 졸업하고 1880년 존스 홉킨스 대학교를 졸업한 후 맥도너 스쿨로 돌아와 3년간 가르쳤다. 이후 그는 뉴저지주에 있는 스티븐스 공과대학교에서 기계공학 석사 학위를 받았다. 헨리 간트는 1899년 11월 29일 피치버그 (매사추세츠주)의 메리 E. 스노와 결혼했다.

### 경력
1884년, 간트는 볼티모어의 철 주조 및 기계 공장인 풀 & 헌트에서 제도사로 일하기 시작했다.
1887년 그는 처음에는 조수로 프레더릭 윈즐로 테일러와 합류했다. 이곳에서 그는 미드베일 스틸과 베슬리헴 스틸에서 과학적 관리 원칙을 작업에 적용하기 시작했으며, 1893년까지 테일러와 함께 일했다. 그들은 공동으로 6개의 특허를 받았고, 그는 컨설팅 프로젝트를 위해 베슬리헴 스틸로 가기 전에 테일러를 따라 시몬즈 롤링 컴퍼니로 갔다. 그는 테일러가 노동 문제의 모든 요소를 처음으로 연구한 사람이라고 평가했으며, 테일러의 가장 영향력 있는 동료 중 한 명으로 언급되기도 했다.
1908-09년에 그는 조셉 밴크로프트 & 선즈 컴퍼니와 윌리엄스 & 윌킨스에서 프로젝트를 수행했다.
1911년, 간트는 테일러의 추종자인 프랭크 벙커 길브레스와 칼 게오르크 바르트와 함께 테일러의 방법론과 철학을 산업에 홍보하기 위해 나중에 테일러 소사이어티로 알려진 경영 과학 촉진 협회를 설립했다.
1902년부터 1919년까지 간트는 효율성 개선을 위한 산업 컨설턴트로 일했으며, 테일러의 일반적인 접근 방식이라 불리게 된 과학적 관리법을 적극적으로 홍보했다.
산업 컨설턴트로서 후기 경력에서 간트 차트를 발명한 후, 그는 '과업 및 보너스' 임금 지급 시스템과 작업자 효율성 및 생산성을 위한 추가 측정 방법을 설계했다.
1916년, 토르스타인 베블런의 영향을 받아 간트는 산업 효율성 기준을 정치 과정에 적용하고자 하는 협회인 뉴 머신을 설립했다. 마르크스주의자 월터 폴라코프와 함께 그는 1916년 ASME 컨퍼런스에서 벗어나 폴라코프의 산업 맥락에서의 비효율성 분석을 통합한 관리자의 통제 하에 산업 생산을 사회화할 것을 요구했다.
헨리 간트는 스티븐스 공과대학교 동문 목록에 올라 있다. 미국기계기술자협회 (ASME)는 1934년에 그의 전기를 출판했으며, 헨리 로렌스 간트의 이름을 기려 매년 메달을 수여한다.

## 업적
헨리 간트가 프로젝트 관리에 남긴 유산은 다음과 같다.
- 간트 차트: 오늘날에도 중요한 관리 도구로 인정받는 간트 차트는 작업의 계획, 일정 수립, 제어를 위한 그래픽 형식이며, 프로젝트 진행 상황 및 단계 기록을 포함한다. 이 차트에는 현대적인 변형인 프로그램 평가 검토 기법 (PERT)이 있다.
- 산업 효율성: 산업 효율성은 진행 중인 작업의 모든 측면에 과학적 분석을 적용해야만 생산될 수 있다. 산업 관리의 역할은 우연과 사고를 제거하여 시스템을 개선하는 것이다.[16]
- 과업 및 보너스 시스템: 그는 관리자에게 지급되는 보너스를 직원들이 성과를 개선하도록 얼마나 잘 가르쳤는지와 연결했다.
- 기업의 사회적 책임: 그는 기업이 운영되는 사회의 복지에 대한 의무가 있다고 믿었다.

### 간트 차트

세 가지 종류의 일정 종속성 (빨간색)과 완료율 표시를 보여주는 간트 차트

간트는 다양한 유형의 차트를 만들었다. 그는 작업 반장이나 다른 슈퍼바이저가 생산이 일정대로 진행되는지, 예정보다 빠른지, 아니면 예정보다 늦어지는지를 빠르게 알 수 있도록 차트를 설계했다.
간트(1903)는 두 가지 유형의 균형을 설명한다.
- 각 작업자가 해야 할 일과 한 일을 보여주는 "작업자 기록", 그리고
- 해야 할 작업량과 완료된 작업량을 보여주는 "일일 작업 균형".

간트는 완료하는 데 여러 날이 걸리는 주문의 예를 든다. 일일 균형은 각 날짜에 대한 행과 각 부품 또는 각 작업에 대한 열을 포함한다. 각 열의 상단에는 필요한 양이 표시된다. 적절한 셀에 입력된 양은 매일 완료된 부품 수와 해당 부품의 누적 총계이다. 굵은 가로선은 시작 날짜와 주문이 완료되어야 하는 날짜를 나타낸다. 간트에 따르면 그래픽 일일 균형은 "작업을 스케줄링하고 기록하는 방법"이다. 이 1903년 기사에서 간트는 다음의 사용도 설명한다.
- 각 작업자에게 작업을 할당하고 매일 얼마나 많은 작업이 이루어졌는지 기록하는 "생산 카드".

### 작업, 임금, 이윤, 1916
1916년 저서 『작업, 임금, 이윤(Work, Wages, and Profits)』에서 간트는 특히 작업장 환경에서 일정 수립에 대해 명시적으로 논의한다. 그는 작업 반장에게 매일 수행할 작업의 순서가 정해진 목록인 "작업 지시서"를 제공할 것을 제안한다. 또한 그는 "간섭"을 피하기 위해 활동을 조정할 필요성을 논의한다. 그러나 그는 계획 부서에서 만든 가장 우아한 일정이 무시되면 쓸모없다는 것을 경고하는데, 이는 그가 관찰한 상황이다. 더 일반적으로, 그는 높은 수준의 산업 효율성으로 이어질 수 있는 일반 법칙을 개발하기 위해 작업과 노동 연구에 과학적 분석을 적용하는 가치를 다룬다.

### 작업을 위한 조직, 1919
1919년 저서 『작업을 위한 조직(Organizing for Work)』에서 간트는 그의 차트에 대한 두 가지 원칙을 제시한다.
- 첫째, 활동은 완료하는 데 필요한 시간의 양으로 측정한다.
- 둘째, 차트의 공간은 그 시간 동안 완료되었어야 할 활동의 양을 나타내는 데 사용할 수 있다.

간트는 매년 각 달에 대해 얇은 가로선을 사용하여 해당 월 동안 생산된 품목 수를 나타내는 진행 차트를 보여준다. 또한 굵은 가로선은 해당 연도 동안 생산된 품목 수를 나타낸다. 차트의 각 행은 특정 계약자의 부품 주문에 해당하며, 각 행은 납품의 시작 월과 종료 월을 나타낸다. 이는 오늘날 일정 시스템에서 일반적으로 사용되는 간트 차트와 가장 유사하지만, 기계 일정보다는 더 높은 수준이다.
간트의 기계 기록 차트와 작업자 기록 차트는 상당히 유사하지만, 매일의 실제 작업 시간과 일주일의 누적 작업 시간을 모두 보여준다. 차트의 각 행은 개별 기계 또는 작업자에 해당한다. 그러나 이러한 차트는 어떤 작업이 수행될 것인지는 나타내지 않는다.
이러한 기술적 개선 외에도 이 책은 기업의 사회에 대한 의무와 이윤 추구와 사회 복지를 조화시키는 수단의 필요성이라는 광범위한 주제를 다루었다. 그는 산업에서 발생하는 수익이 지역사회 또는 사회의 모든 부문에 공정하게 분배되어야 하며, 그렇지 않으면 사회가 생산 수단을 통제하려고 할 수도 있다고 주장했다. 그는 경쟁을 촉진하고 가격을 낮추며 고객에게 더 나은 품질과 서비스를 제공하기 위해 대기업보다 중소기업을 선호했다.

### 헨리 간트와 카롤 아다미에츠키
생산 일정의 가시성을 높이기 위해 공정 간의 상호 의존성을 표시하는 새로운 방법은 1896년 카롤 아다미에츠키에 의해 발명되었는데, 이는 1903년에 간트가 정의한 방법과 유사했다. 그러나 아다미에츠키는 자신의 연구를 서방 세계에서 인기 있는 언어로 출판하지 않았으므로, 간트가 1910-1915년경에 개발한 유사한 방법을 대중화할 수 있었고, 이 해결책은 간트에게 귀속되었다. 약간의 수정을 거쳐 아다미에츠키의 차트에서 시작된 것이 이제는 일반적으로 간트 차트라고 불린다.

## 출판물
간트는 여러 논문과 책을 출판했다. 다음은 일부이다.
- Henry L. Gantt, Dabney Herndon Maury (1884) "The Efficiency of Fluid in Vapor Engines", in: Van Nostrand's engineering magazine, v. 31 July–Dec 1884. p. 413–433
- H. L. Gantt (1902). "A Bonus System of Rewarding Labor", in: Transactions of the ASME 23:341-72.
- Henry L. Gantt (1903) "A graphical daily balance in manufacture", in: Transactions of the American Society of Mechanical Engineers, 24:1322–1336
- Henry L. Gantt (1908) Training Workmen in Habits of Industry and Cooperation. 12 pages.
- Henry L. Gantt (1910) The Compensation of Workmen ...: A Lecture Delivered Before the Harvard Graduate School of Business Administration, Dec. 15, 1910. 116 pages.
- Henry L. Gantt (1910), 《Work, Wages, and Profits: Their Influence on the Cost of Living》, New York, New York, USA: Engineering Magazine Company, LCCN 10014590. (See also second edition, revised and enlarged.)
- Gantt, Henry L. (1916), 《Industrial leadership》, New Haven: Yale University Press.
- Gantt, Henry L. (1919), 《Organizing for Work》, New York, New York, USA: Harcourt, Brace, and Howe, LCCN 19014919. Reprinted by Hive Publishing Company, Easton, Maryland

## 같이 보기
- Alford, Leon Pratt (1934). 《Henry Laurence Gantt: Leader in Industry》. Harper & Bros. OCLC 11397692.
- 린달 어윅, The Golden Book of Management (1956)